# Schweizer Demokraten
Die Schweizer Demokraten (SD) (französisch Démocrates Suisses (DS), italienisch Democratici Svizzeri (DS), rätoromanisch Democrats Svizzers (DS)) sind eine rechtspopulistische und nationalistische politische Partei in der Schweiz. Die Partei war von 1967 bis 2007 im Nationalrat vertreten. Die Schweizer Demokraten kämpfen für die Schweizer Neutralität, eine nationale Identität und lehnen eine Annäherung der Schweiz an die Europäische Union ab.

## Programm
Die SD sind eine nationalistische und konservative Partei mit starken isolationistischen Tendenzen.
Seit ihrer Gründung unter dem Namen Nationale Aktion gegen Überfremdung von Volk und Heimat steht der Kampf gegen «Überfremdung» und gegen «Übervölkerung des Lebensraums Schweiz» – so die aktuelle Formulierung – im Zentrum des programmatischen Angebots der Partei.
Das selbsterklärte Hauptziel der SD ist, «die Schweiz als freie, lebensfähige, neutrale und unabhängige Willensnation» in ihrer Form als föderativer Staatenbund mit «grosser Mitsprache des Volkes auf allen politischen Ebenen» zu erhalten.
Nach Ansicht der SD verändert «die grosse Zahl nicht assimilierbarer Asylanten und Ausländer aus exotischen Ländern» den «Volkscharakter» der Schweizer Bevölkerung, weswegen die Masseneinwanderung gestoppt werden müsse.
Sie setzt sich für die Verschärfung der Lex Koller ein, die den Erwerb von Immobilien durch Ausländer einschränkt («Ausverkauf der Heimat»). Weiter kämpft sie für Erhalt bzw. Steigerung der wirtschaftlichen Unabhängigkeit der Schweiz vom Ausland, für die Sicherung der Sozialwerke (insbesondere der ersten Säule, siehe dazu Drei-Säulen-System: Die Sozialwerke der Schweiz) sowie für Recht und Ordnung.
In den 1970er-Jahren versuchte der damalige Präsident Valentin Oehen erstmals, die Partei – noch unter dem Namen Nationale Aktion gegen Überfremdung von Volk und Heimat – vermehrt auf ökologische Themen auszurichten. Auch heute sehen die SD einen engen Zusammenhang zwischen der Schweiz als ausgeprägtes Einwanderungsland und den entstandenen Umweltproblemen. Im Wahlkampf 2007 schmückte der Slogan «national – umweltbewusst – sozial» die Wahlwerbung der SD. 

## Geschichte
| Jahr | %      | Sitze |
| ---- | ------ | ----- |
| 1967 | 0,63 % | 1     |
| 1971 | 3,20 % | 4     |
| 1975 | 2,47 % | 2     |
| 1979 | 1,32 % | 2     |
| 1983 | 2,94 % | 4     |
| 1987 | 2,54 % | 3     |
| 1991 | 3,39 % | 5     |
| 1995 | 3,13 % | 3     |
| 1999 | 1,84 % | 1     |
| 2003 | 0,96 % | 1     |
| 2007 | 0,54 % | 0     |
| 2011 | 0,20 % | 0     |
| 2015 | 0,12 % | 0     |
| 2019 | 0,13 % | 0     |
| 2023 | 0,08 % | 0     |

1961 wurden die heutigen Schweizer Demokraten als Nationale Aktion gegen die Überfremdung von Volk und Heimat (kurz NA) in Winterthur gegründet. Erstmals für den Nationalrat kandidierte die Partei bei den Wahlen 1967 und erzielte mit James Schwarzenbach einen Sitz im Kanton Zürich.
1969 lancierte die Partei unter James Schwarzenbach als Parteivorsitzendem die nach ihm benannte erste Schwarzenbach-Initiative, die eine Begrenzung der kantonalen Ausländeranteile auf maximal 10 Prozent zum Ziel hatte. Die Volksinitiative wurde 1970 abgelehnt, erzielte aber mit einem Anteil von 46 Prozent Ja-Stimmen einen überraschenden Erfolg.
Nach einem innerparteilichen Streit trat Schwarzenbach 1971 aus der NA aus und gründete seine eigene Republikanische Bewegung. Ab dem 1. November 1970 war der Basler Grossrat Rudolf Weber Zentralpräsident der Nationalen Aktion. 1972 wurde er infolge interner Querelen von Valentin Oehen abgelöst.
1974 wurde eine weitere Volksinitiative mit ähnlichem Inhalt wie die erste von zwei Dritteln der Stimmenden verworfen.
1973 wurde die Jung-Nationale Aktion (JNA) gegründet. Heute ist die Jungpartei unter dem Namen Junge Schweizer Demokraten (JSD) wieder in der Nordwest- und der Ostschweiz vertreten.
1981 ergriff die Partei, damals noch als Nationale Aktion, das Referendum gegen das neue Ausländergesetz und gewann 1982 die entsprechende Abstimmung knapp. In den folgenden Jahren erzielte die Partei immer wieder Abstimmungserfolge, unter anderem im Kampf gegen die erleichterte Einbürgerung von Ausländern und im Bereich der Asylpolitik. In dieser Phase war die Partei auch auf kantonaler und kommunaler Ebene mit von ihr ergriffenen Volksbegehren erfolgreich.
Von 1984 bis 1992 vertrat Eric Weber die Schweizer Demokraten im Grossen Rat des Kantons Basel-Stadt. Durch sein rüpelhaftes, – auch für SD-Verhältnisse – kompromissloses und ausländerfeindliches Verhalten schadete er dem Image seiner Partei und wurde in der Folge ausgeschlossen.
1990 schlossen sich die Republikaner (die in den letzten Jahren ihrer Existenz bedeutungslos geworden waren) wieder der Partei an. Sie änderte den Namen in Schweizer Demokraten (SD). 1991 erreichte sie bei den Nationalratswahlen erstmals Fraktionsstärke. In den frühen 1990er-Jahren erstarkte die Partei zunächst, verlor dann aber zunehmend Mitglieder, Wähler und Parlamentssitze an die Schweizerische Volkspartei, welche ähnlich wie früher die SD mit Volksinitiativen wie jener «gegen den Asylmissbrauch» (abgelehnt am 24. November 2002) um Wählerstimmen wirbt.
Am 7. August 2007 lancierten die Schweizer Demokraten eine eigene Volksinitiative, durch welche die Rassismus-Strafnorm ersatzlos aus dem Strafgesetzbuch gestrichen werden sollte. Die Initiative kam jedoch nicht zu Stande, weil die nötige Unterschriftenzahl nicht erreicht wurde.
Von 1999 bis 2007 waren die SD nur noch mit dem Berner Nationalrat Bernhard Hess in der Legislative der Schweizerischen Eidgenossenschaft vertreten. Bei den Schweizer Parlamentswahlen 2007 wurde Hess nicht wiedergewählt; nach vierzig Jahren waren die Schweizer Demokraten nicht mehr im Nationalrat vertreten.
Nach diesem Sitzverlust setzte innerhalb der Partei eine Diskussion über ihre Auflösung ein. Eine Umwandlung der Partei in eine patriotische Bewegung, die mit dem Initiativ- und Referendumsrecht arbeiten würde, wurde aber vom Zentralvorstand am 27. Oktober 2007 einstimmig abgelehnt.
Auch bei den meisten kantonalen und kommunalen Wahlen der 2000er-Jahre musste die SD schwere Verluste einstecken, nur selten gab es Ausnahmen, namentlich am 12. Februar 2006 in der Stadt Zürich sowie am 8. März 2009 im Aargau.
Bei den Schweizer Parlamentswahlen 2011 betrug der Wähleranteil der Partei lediglich 0,2 %. In allen sechs Kantonen, in denen die SD antraten, erhielt sie weniger als ein Prozent der Stimmen. Noch schlechter schnitten sie bei den eidgenössischen Wahlen von 2015 und 2019 ab.
Seit Frühling 2013 sind die Schweizer Demokraten in keinem Kantonsparlament mehr vertreten, nachdem sie bei den Wahlen vom 21. Oktober 2012 ihre beiden Sitze im Grossen Rat des Kanton Aargau verloren haben. Seit 2014 verfügt die Partei zudem auch auf kommunaler Ebene über keine Parlamentssitze mehr. Bei den Gemeinderatswahlen am 9. Februar 2014 verlor die Partei die beiden Sitze im Gemeinderat der Stadt Zürich und Winterthur. Ebenfalls bei den Zürcher Gemeindewahlen vom Frühjahr 2014 verloren ging der Sitz in Wädenswil, der durch einen Parteiwechsel zustande gekommen war. Den Sitz im basellandschaftlichen Allschwil verlor die SD 2012 durch Parteiaustritt.